# Zámek na pletacích strojích

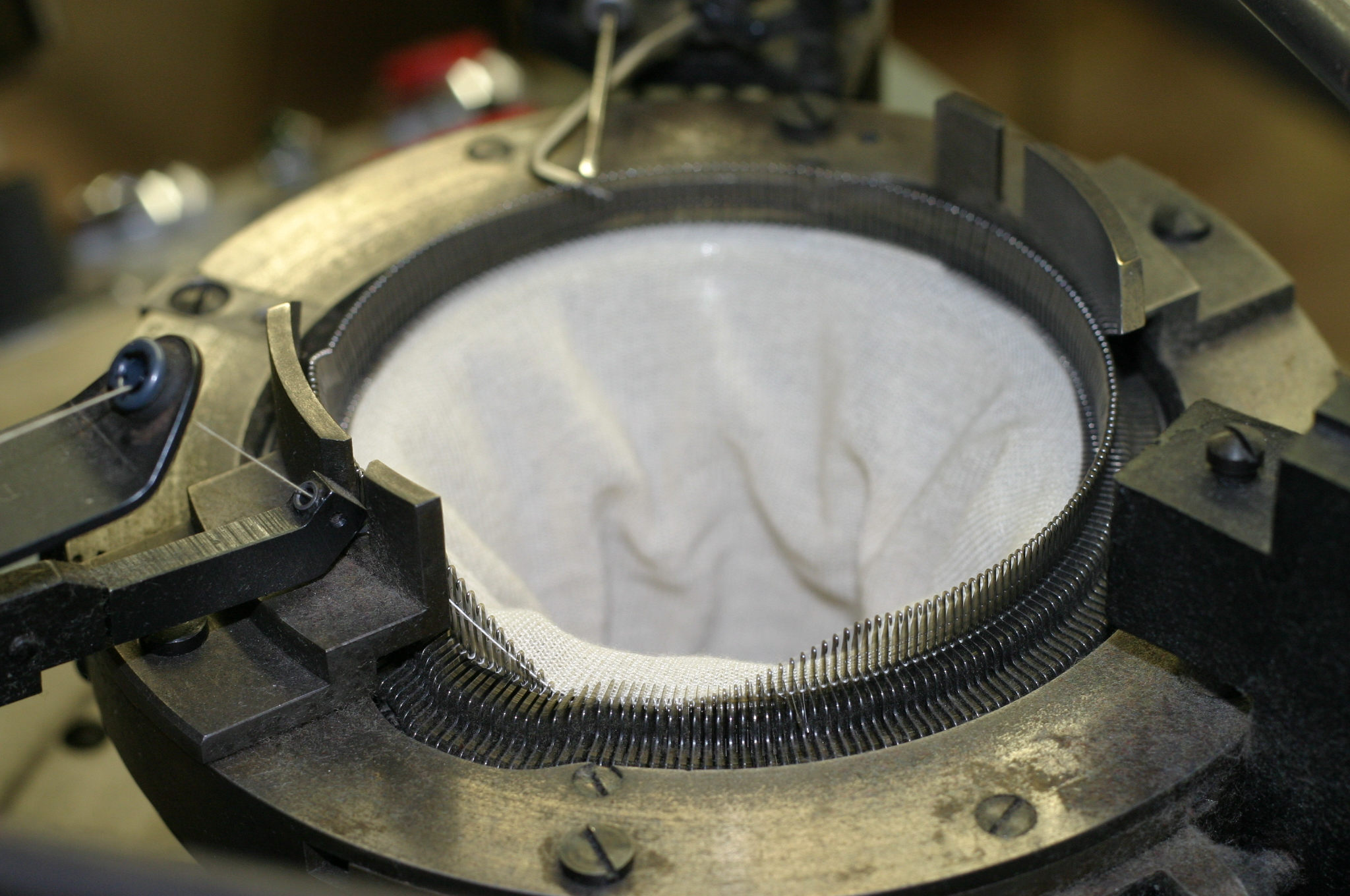
Okrouhlý pletací stroj s jedním zámkovým systémem (vlevo)

Zámek (angl.: cam, něm.: Schloss) je vačkový mechanizmus k vedení jehel na zátažných pletacích strojích. Zámek vynalezl William Lamb v roce 1863.
Kolénka pletacích jehel a platin prochází drážkou zámků seřazených do jednoho systému tak, aby se na jehlách vytvářela očka, chytové nebo podkládané kličky nebo aby se jehly vyřadily z činnosti.
Na nákresu vpravo je schematicky znázorněna funkce zámku pro okrouhlé pletací stroje:  Zámek se pohybuje doleva (6), jehly procházejí v protisměru (5), jednotlivé části: pevně nastavený zvedač (3), uzavírací část (4), stahovače (5) a seřiditelný zvedač (6). S pomocí stahovače se seřizuje hustota pleteniny, zvedač ovládá jehly při tvorbě oček, chytových kliček a flotáže.  
U okrouhlých strojů se používá jednosměrná dráha, na plochých pletacích strojích prochází jehly obousměrně.
Zámky jsou uloženy na saních, které se pohybují nad jehelním lůžkem.

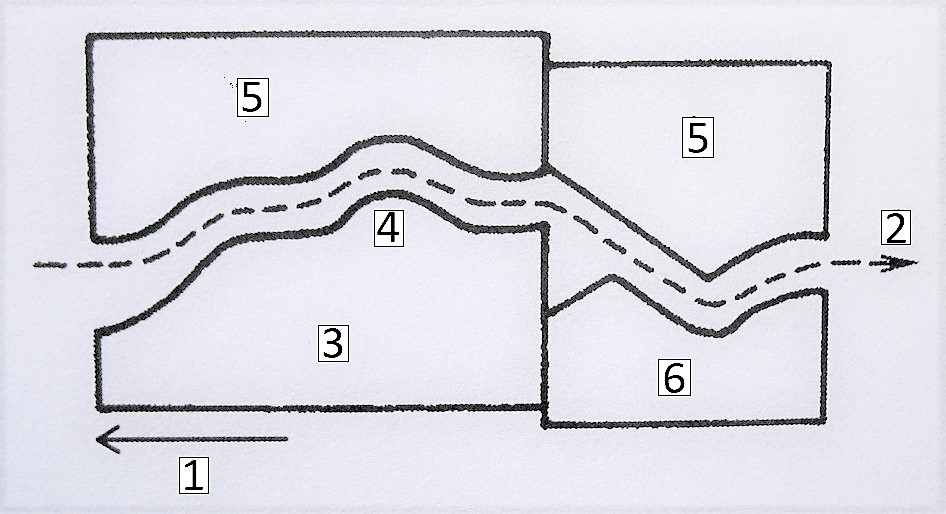
Schéma funkce zámku na okrouhlých pletacích strojích

Každým průchodem jehel systémem zámků se tvoří jeden řádek pleteniny, na počtu systémů na stroji závisí počet řádků, které se vytvoří na jednu obrátku stroje. Na plochých pletacích strojích bývá až 5, na okrouhlých strojích s velkým průměrem může být instalováno maximálně 144 zámkových systémů.